# 24号犹他州州道
24号犹他州州道（英語：Utah State Route 24，SR-24）是一个位于犹他州南部的州级公路，起自盐田，向南通过塞维尔县，然后向东经过韦恩县，再东北地区穿过艾麥里縣。